# پارک‌های دبی
فهرست بوستان‌های دبی.
- پارک خور دبی، بر دبی
- پارک صفا، بزرگراه شیخ زاید
- پارک ساحلی جمیرا، خیابان جمیرا بیچ
- پارک آبی وایلد وادی، خیابان جمیرا بیچ
- پارک  زعبیل، بزرگراه شیخ زاید
- پارک الممزر، دیره
- پارک مشرف، الخوانیج.
- دبي پارك،